# Palais Specola
Le palais Specola (en italien : Palazzo della Specola) constitue une structure fortifiée situé sur l'île de Pianosa, dans la commune de Campo nell'Elba, dans la province de Livourne en Toscane.

## Histoire
De par son emplacement, avec le fort Teglia, et ses courtines crénelées, il constituait l'une des structures protégeant l'ancien port de Pianosa.
L'imposant complexe a été construit au XIXe siècle sur la base d'un projet de l'ingénieur Ponticelli, devenant ainsi une structure stratégique pour le contrôle de l'île qui, à cette époque, abritait déjà une colonie pénitentiaire. La structure semble artificielle par rapport au fort Teglia.

## Galerie

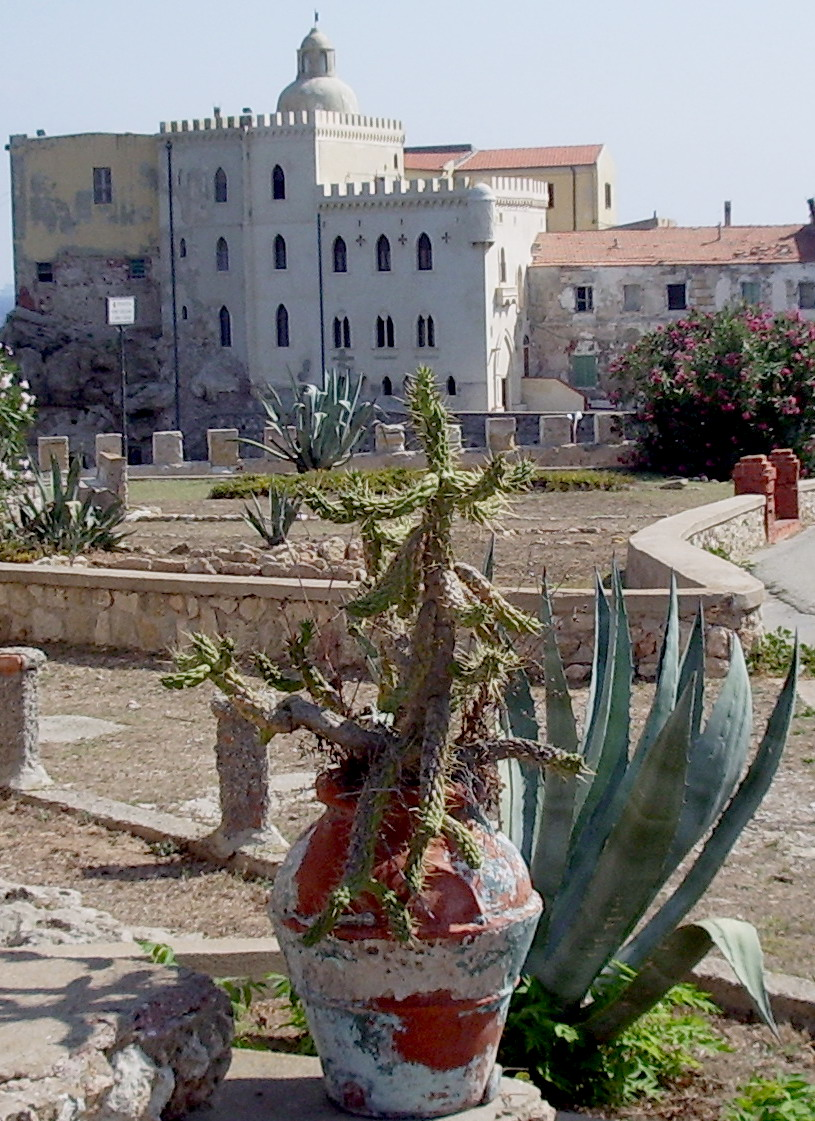
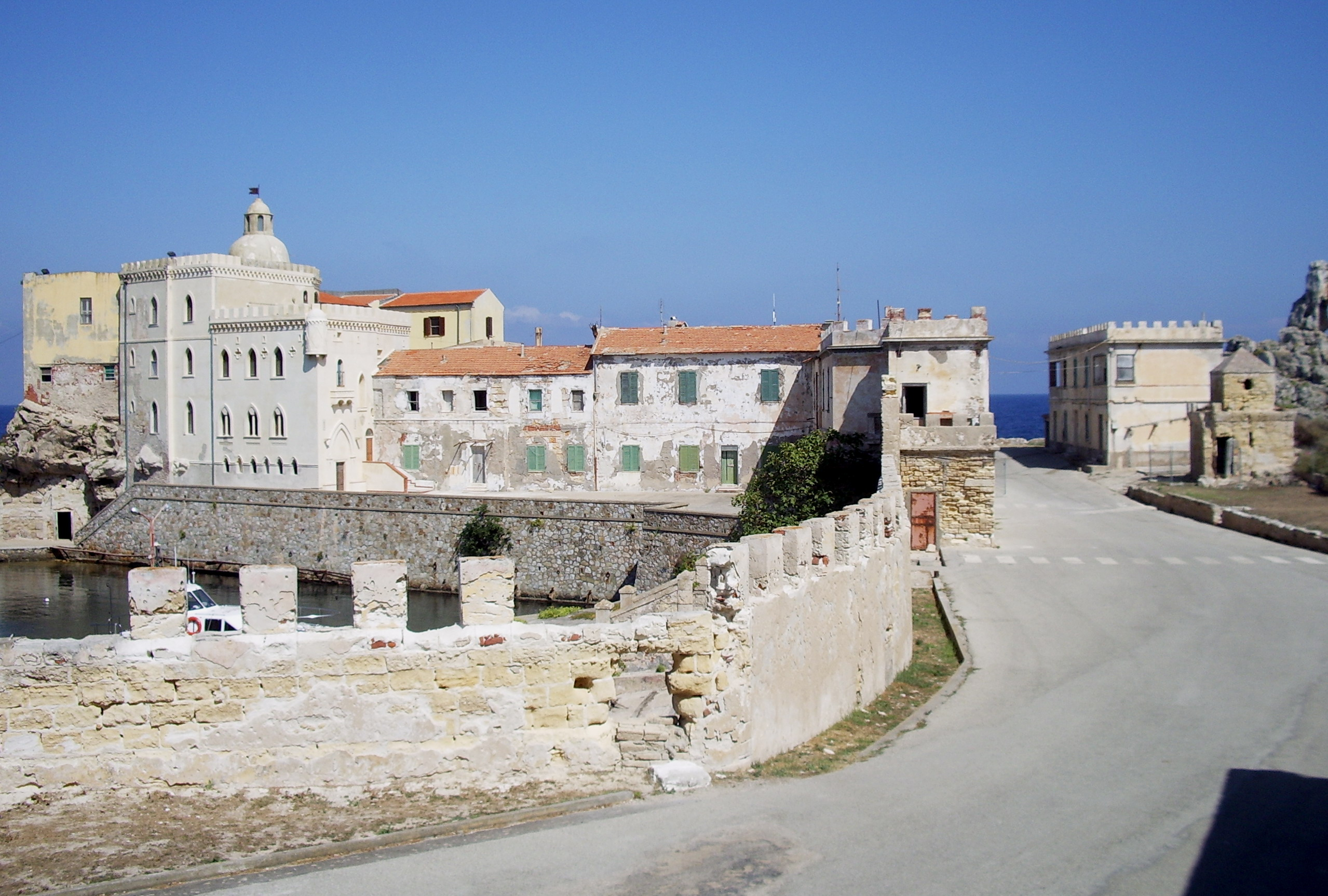